# Ljudmila Rogozjina
Ljudmila Rogozjina, född den 27 maj 1959 i Dnepropetrovsk, Ukrainska SSR, Sovjetunionen, är en sovjetisk basketspelare som var med och tog OS-guld 1980 i Moskva.